# Arrondissement de Wetzlar

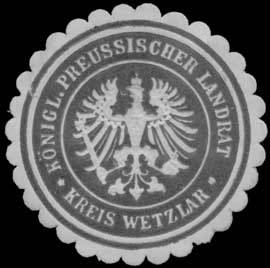
Marque de sceau de l'administrateur de l'arrondissement de Wetzlar

L'arrondissement de Wetzlar est un arrondissement de la province de Rhénanie, de la province de Hesse-Nassau puis de Hesse jusqu'en 1976, avec le siège de l'arrondissement à Wetzlar. 

## Géographie
L'arrondissement de Wetzlar bordait à la fin de 1976, en commençant au nord dans le sens des aiguilles d'une montre, avec les arrondissements de Marbourg-Biedenkopf et Gießen, l'arrondissement de Wetterau, l'arrondissement du Haut-Taunus, l'arrondissement de Limbourg-Weilbourg et l'arrondissement de la Dill.

## Histoire
L'arrondissement de Wetzlar est fondé en 1816 dans le district de Coblence de le grand-duché du Bas-Rhin et est une exclave de la province de Rhénanie jusqu'en 1932. L'arrondissement de Braunfels (de), également fondé en 1816, est intégré à l'arrondissement de Wetzlar en 1822.

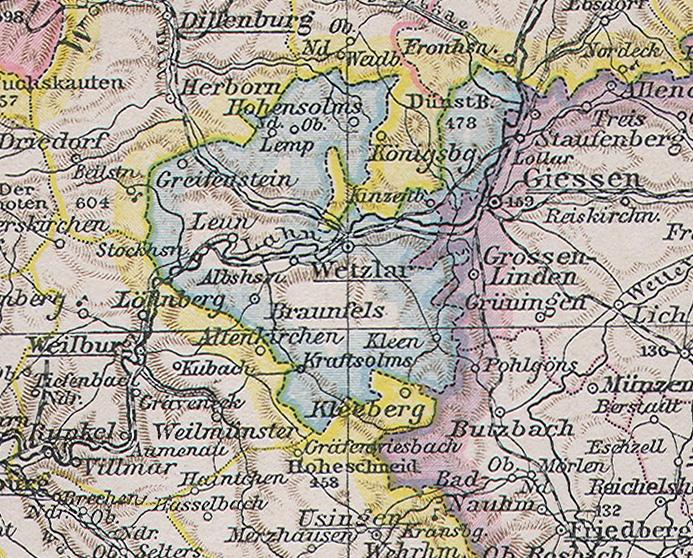
L'arrondissement de Wetzlar en 1905.

Le 1er octobre 1932, une réforme de l'arrondissement a lieu dans l'état libre de Prusse, qui affecte également l'arrondissement de Wetzlar :
- Les communes de Fellingshausen, Frankenbach, Hermannstein, Königsberg, Krumbach, Naunheim, Rodheim an der Bieber et Waldgirmes sont transférés de l'arrondissement de Biedenkopf (de) vers l'arrondissement de Wetzlar.
- Les communes de Brandoberndorf, Cleeberg, Espa, Hasselborn et Weiperfelden sont transférés de l'arrondissement d'Usingen vers l'arrondissement de Wetzlar.
- L'arrondissement de Wetzlar est intégré dans la province  de Hesse-Nassau.

Depuis lors, l'arrondissement de Wetzlar compte 91 communes, dont les trois villes de Braunfels, Leun et Wetzlar.
Après la Seconde Guerre mondiale, l'arrondissement devient une partie de l'État de Hesse.
À partir de 1967, la délimitation de l'arrondissement change plusieurs fois:
- Le 1er avril 1967, la commune de Kinzenbach quitte l'arrondissement et est incorporée à Heuchelheim dans l'arrondissement de Gießen.
- Le 31 décembre 1971, les communes d'Odenhausen et de Salzböden quittent l'arrondissement et sont incorporées à Lollar dans l'arrondissement de Gießen.
- Le 1er avril 1972, la commune de Bellersdorf quitte l'arrondissement et est incorporé à Mittenaar dans l'arrondissement de la Dill.
- Le 1er juillet 1974, la commune de Bischoffen de l'arrondissement de Biedenkopf est intégrée à l'arrondissement de Wetzlar.
- Le même jour, les communes d'Altenkirchen et Philippstein de l'arrondissement de la Haute-Lahn sont incorporées à Braunfels dans l'arrondissement de Wetzlar.

La superficie de l'arrondissement est passée de 640,2 km² d'origine à 673,7 km²,. À la fin de 1976, le nombre de paroisses dans l'arrondissement est réduit à 47 grâce à d'autres fusions de paroisse.
À partir du 1er janvier 1977, l'arrondissement de Wetzlar est dissous:
- La ville de Wetzlar et les communes d'Atzbach, Dutenhofen, Garbenheim, Hermannstein, Krofdorf-Gleiberg, Launsbach, Lützellinden, Münchholzhausen, Nauborn, Naunheim, Steindorf, Waldgirmes et Wißmar sont incorporées dans la nouvelle ville indépendante de Lahn.
- La commune d'Ebersgöns est intégrée à Butzbach dans l'arrondissement de Wetterau.
- Le reste de la zone de l'arrondissement, dans lequel de nombreuses autres communes fusionnent en même temps, fusionne dans le nouveau arrondissement de Lahn-Dill.

Cependant, en raison des violentes protestations de la population, la réforme territoriale est partiellement inversée. À partir de 1er août 1979, la ville de Lahn est de nouveau dissoute. La plus grande partie de l'ancien arrondissement de Wetzlar avec la ville reconstruite de Wetzlar et l'ancien arrondissement de la Dill forment depuis l'arrondissement de Lahn-Dill. Le siège de l'administration de l'arrondissement est Wetzlar. La commune de Biebertal, qui appartenait jusqu'en 1976 à l'arrondissement de Wetzlar, n'est pas restée dans l'arrondissement de Lahn-Dill, mais est arrivée dans l'arrondissement rétabli de Gießen.

## Évolution de la population
| Année | Habitants | Source |
| ----- | --------- | ------ |
| 1819  | 0 33,030  | [ 5 ]  |
| 1828  | 0 35 642  |        |
| 1871  | 0 44 913  | [ 6 ]  |
| 1880  | 0 48 867  |        |
| 1890  | 0 51,037  |        |
| 1900  | 0 54,075  |        |
| 1910  | 0 62 112  |        |
| 1925  | 0 70,464  |        |
| 1939  | 0 90,931  |        |
| 1950  | 127,379   |        |
| 1960  | 141 500   |        |
| 1970  | 157 600   | [ 7 ]  |
| 1976  | 161 900   | [ 4 ]  |

## Administrateurs de l'arrondissement
- Friedrich Felix Furkel (de) (1816-1822)
- Karl Ernst von Ernsthausen (de) (1822, en qualité de représentant)
- Julius von Sparre (de) (1822-1845)
- Rudolph von Dewitz (de) (1845-1848, par ordonnance)
- Carl Diesterweg (de) (1848, par ordonnance)
- Anton Kessler (de) (1848-1850)
- Wilhelm Friedrich Groos (de) (1850-1859)
- Ewald von Kleist-Retzow (1858, suppléant)
- Gustav von Diest (1858-1866)
- Johann Forster (de) (1866-1867, en qualité de représentant)
- Otto von Helldorff (1867-1874)
- Bernhard Tieschowitz von Tieschowa (de) (1874-1888)
- Karl Stackmann (de) (1888-1896)
- Adolf Goedecke (de) (1896-1900)
- Wilhelm Sartorius (de) (1900-1929)
- Konrad Miß (de) (1929-1933)
- Heinrich Grillo (de) (1933-1941)
- Johann Bangert (de) (1942-1945)
- Konrad Miß (1945-1948)
- August Monzen (1948-1952)
- Walter Preißler (de) (1952-1954)
- Hans-Günther Weber (de) (1954-1960)
- Philipp Schubert (de) (1960-1965)
- Werner Best (de) (1965-1970)
- Kurt Wilhelm Sauerwein (1971-1976)

## Communes
Le tableau suivant contient toutes les communes appartenant à l'arrondissement de Wetzlar, ainsi que les données de toutes les incorporations.  
| Commune           | incorporé à                            | Date             | Notes                                                                               |
| ----------------- | -------------------------------------- | ---------------- | ----------------------------------------------------------------------------------- |
| Ahrdt             | Hohenahr                               | 1er avril 1972   |                                                                                     |
| Albshausen        | Bielhausen                             | 1er juillet 1971 |                                                                                     |
| Allendorf         | Ulmtal                                 | 1er février 1971 |                                                                                     |
| Altenkirchen      | Hohenahr                               | 1er janvier 1977 |                                                                                     |
| Aßlar             |                                        |                  |                                                                                     |
| Atzbach           | Lahn                                   | 1er janvier 1977 | incorporé le 1er août 1979 à la commune de Lahnau                                   |
| Bechlingen        | Aßlar                                  | 31 décembre 1971 |                                                                                     |
| Bellersdorf       | Mittenaar (arrondissement de la Dill)  | 1er avril 1972   |                                                                                     |
| Berghausen        | Aßlar                                  | 31 décembre 1971 |                                                                                     |
| Bermoll           | Aßlar                                  | 31 décembre 1971 |                                                                                     |
| Biebertal         |                                        |                  | Créée le 1er décembre 1970, incorporé le 1er août 1979 à l'arrondissement de Gießen |
| Bielhausen        | Solms                                  | 1er janvier 1977 | créée le 1er juillet 1971                                                           |
| Bischoffen        |                                        |                  | jusqu'au 1er juillet 1974 dans l'arrondissement de Biedenkopf (de)                  |
| Biskirchen        | Leun                                   | 31 décembre 1971 |                                                                                     |
| Bissenberg        | Leun                                   | 31 décembre 1971 |                                                                                     |
| Blasbach          | Hermannstein                           | 31 décembre 1971 |                                                                                     |
| Bonbaden          | Braunfels                              | 31 décembre 1971 |                                                                                     |
| Brandoberndorf    | Waldsolms                              | 31 décembre 1971 |                                                                                     |
| Braunfels, ville  |                                        |                  |                                                                                     |
| Breitenbach       | Ehringshausen                          | 1er janvier 1977 |                                                                                     |
| Burgsolms         | Solms                                  | 1er juillet 1971 |                                                                                     |
| Cleeberg          | Langgöns                               | 1er janvier 1977 |                                                                                     |
| Daubhausen        | Ehringshausen                          | 1er janvier 1977 |                                                                                     |
| Dillheim          | Ehringshausen                          | 31 décembre 1970 |                                                                                     |
| Dorlar            | Wetzlar                                | 1er août 1972    | incorporé le 1er août 1979 à la commune de Lahnau                                   |
| Dornholzhausen    | Langgöns                               | 1er janvier 1977 |                                                                                     |
| Dreisbach         | Ehringshausen                          | 31 décembre 1971 |                                                                                     |
| Dutenhofen        | Lahn                                   | 1er janvier 1977 | incorporé le 1er août 1979 à la ville de Wetzlar                                    |
| Ebersgöns         | Butzbach (arrondissement de Wetterau)  | 1er janvier 1977 |                                                                                     |
| Edingen           | Sinn                                   | 1er janvier 1977 |                                                                                     |
| Ehringshausen     |                                        |                  |                                                                                     |
| Erda              | Hohenahr                               | 1er avril 1972   |                                                                                     |
| Espa              | Langgöns                               | 1er janvier 1977 |                                                                                     |
| Fellingshausen    | Biebertal                              | 1 décembre 1970  |                                                                                     |
| Frankenbach       | Biebertal                              | 1er janvier 1977 |                                                                                     |
| Garbenheim        | Lahn                                   | 1er janvier 1977 | incorporé le 1er août 1979 à la ville de Wetzlar                                    |
| Greifenstein      |                                        |                  |                                                                                     |
| Greifenthal       | Ehringshausen                          | 31 décembre 1971 |                                                                                     |
| Griedelbach       | Waldsolms                              | 31 décembre 1971 |                                                                                     |
| Großaltenstädten  | Hohenahr                               | 1er juillet 1972 |                                                                                     |
| Großrechtenbach   | Rechtenbach                            | 1er août 1968    |                                                                                     |
| Hasselborn        | Waldsolms                              | 31 décembre 1971 |                                                                                     |
| Hermannstein      | Lahn                                   | 1er janvier 1977 | incorporé le 1er août 1979 à la ville de Wetzlar                                    |
| Hochelheim        | Hüttenberg                             | 1er août 1968    |                                                                                     |
| Hohenahr          |                                        |                  | créée le 1er avril 1972                                                             |
| Hohensolms        | Hohenahr                               | 1er avril 1972   |                                                                                     |
| Holzhausen        | Ulmtal                                 | 1er février 1971 |                                                                                     |
| Hörnsheim         | Hüttenberg                             | 1er août 1968    |                                                                                     |
| Hüttenberg        |                                        |                  | créée le 1er août 1968                                                              |
| Katzenfurt        | Ehringshausen                          | 1er janvier 1977 |                                                                                     |
| Kinzenbach        | Heuchelheim (arrondissement de Gießen) | 1er avril 1967   |                                                                                     |
| Kleenheim         | Langgöns                               | 1er janvier 1977 | créée le 31 décembre 1971                                                           |
| Kleinrechtenbach  | Rechtenbach                            | 1er août 1968    |                                                                                     |
| Kölschhausen      | Ehringshausen                          | 1er janvier 1977 |                                                                                     |
| Königsberg        | Biebertal                              | 1 décembre 1970  |                                                                                     |
| Kraftsolms        | Waldsolms                              | 31 décembre 1971 |                                                                                     |
| Krofdorf-Gleiberg | Lahn                                   | 1er janvier 1977 | incorporé le 1er août 1979 à la commune de Wettenberg                               |
| Kröffelbach       | Waldsolms                              | 31 décembre 1971 |                                                                                     |
| Krumbach          | Biebertal                              | 1 décembre 1970  |                                                                                     |
| Laufdorf          | Schöffengrund                          | 31 décembre 1971 |                                                                                     |
| Launsbach         | Lahn                                   | 1er janvier 1977 | incorporé le 1er août 1979 à la commune de Wettenberg                               |
| Leun, ville       |                                        |                  |                                                                                     |
| Lützellinden      | Lahn                                   | 1er janvier 1977 | incorporé le 1er août 1979 à la ville de Gießen                                     |
| Mudersbach        | Hohenahr                               | 1er janvier 1977 |                                                                                     |
| Münchholzhausen   | Lahn                                   | 1er janvier 1977 | incorporé le 1er août 1979 à la ville de Wetzlar                                    |
| Nauborn           | Lahn                                   | 1er janvier 1977 | incorporé le 1er août 1979 à la ville de Wetzlar                                    |
| Naunheim          | Lahn                                   | 1er janvier 1977 | incorporé le 1er août 1979 à la ville de Wetzlar                                    |
| Neukirchen        | Braunfels                              | 31 décembre 1971 |                                                                                     |
| Niederbiel        | Solms                                  | 1er janvier 1977 |                                                                                     |
| Niedergirmes      | Wetzlar                                | 1er avril 1903   |                                                                                     |
| Niederkleen       | Kleenheim                              | 31 décembre 1971 |                                                                                     |
| Niederlemp        | Ehringshausen                          | 1er janvier 1977 |                                                                                     |
| Niederquembach    | Schöffengrund                          | 31 décembre 1971 |                                                                                     |
| Niederwetz        | Schöffengrund                          | 31 décembre 1971 |                                                                                     |
| Oberbiel          | Bielhausen                             | 1er juillet 1971 |                                                                                     |
| Oberkleen         | Kleenheim                              | 31 décembre 1971 |                                                                                     |
| Oberlemp          | Aßlar                                  | 31 décembre 1971 |                                                                                     |
| Oberndorf         | Solms                                  | 1er juillet 1971 |                                                                                     |
| Oberquembach      | Schöffengrund                          | 31 décembre 1971 |                                                                                     |
| Oberwetz          | Schöffengrund                          | 31 décembre 1971 |                                                                                     |
| Odenhausen        | Lollar (arrondissement de Gießen)      | 31 décembre 1971 |                                                                                     |
| Rechtenbach       | Schwingbach                            | 31 décembre 1971 | créée le 1er août 1968                                                              |
| Reiskirchen       | Hüttenberg                             | 1er janvier 1977 |                                                                                     |
| Rodheim-Bieber    | Biebertal                              | 1 décembre 1970  |                                                                                     |
| Salzböden         | Lollar (arrondissement de Gießen)      | 31 décembre 1971 |                                                                                     |
| Schöffengrund     |                                        |                  | créée le 31 décembre 1971                                                           |
| Schwalbach        | Schöffengrund                          | 31 décembre 1971 |                                                                                     |
| Schwingbach       | Hüttenberg                             | 1er janvier 1977 | créée le 31 décembre 1971                                                           |
| Solms             |                                        |                  | créée le 1er juillet 1971                                                           |
| Steindorf         | Lahn                                   | 1er janvier 1977 | incorporé le 1er août 1979 à la ville de Wetzlar                                    |
| Stockhausen       | Leun                                   | 31 décembre 1971 |                                                                                     |
| Tiefenbach        | Braunfels                              | 31 décembre 1971 |                                                                                     |
| Ulm               | Ulmtal                                 | 1er février 1971 |                                                                                     |
| Ulmtal            | Greifenstein                           | 1er janvier 1977 | créée le 1er février 1971                                                           |
| Vetzberg          | Biebertal                              | 1 décembre 1970  |                                                                                     |
| Vollnkirchen      | Schwingbach                            | 31 décembre 1971 |                                                                                     |
| Volpertshausen    | Hüttenberg                             | 1er janvier 1977 |                                                                                     |
| Waldgirmes        | Lahn                                   | 1er janvier 1977 | incorporé le 1er août 1979 à la commune de Lahnau                                   |
| Waldsolms         |                                        |                  | créée le 31 décembre 1971                                                           |
| Weidenhausen      | Schwingbach                            | 31 décembre 1971 |                                                                                     |
| Weiperfelden      | Waldsolms                              | 31 décembre 1971 |                                                                                     |
| Werdorf           | Aßlar                                  | 1er janvier 1977 |                                                                                     |
| Wetzlar, ville    | Lahn                                   | 1er janvier 1977 | incorporé le 1er août 1979 als Stadt wiedererrichtet                                |
| Wißmar            | Lahn                                   | 1er janvier 1977 | incorporé le 1er août 1979 à la commune de Wettenberg                               |

## Plaque d'immatriculation
Le 1er juillet 1956, le quartier se voit attribuer le symbole distinctif WZ lors de l'introduction de la plaque d'immatriculation. Il est émis jusqu'au 31 décembre 1976. Il est réintroduit pour la zone de la ville à statut spécial de Wetzlar le 1er juillet 2012.